# Xã Sugar Creek, Quận Hancock, Indiana
Xã Sugar Creek (tiếng Anh: Sugar Creek Township) là một xã thuộc quận Hancock, tiểu bang Indiana, Hoa Kỳ. Năm 2010, dân số của xã này là 14.920 người.